# Orchesella ainslieri
Orchesella ainslieri är en urinsektsart som beskrevs av James P. Folsom 1924. Orchesella ainslieri ingår i släktet Orchesella och familjen brokhoppstjärtar. Inga underarter finns listade i Catalogue of Life.